# Primghar
Primghar – miasto w Stanach Zjednoczonych, w stanie Iowa, siedziba hrabstwie O’Brien. W 2000 liczyło 891 mieszkańców.